# Tamias obscurus
Tamias obscurus е вид бозайник от семейство Катерицови (Sciuridae).